# Romeu Italo Ripoli
Romeu Italo Ripoli (Piracicaba, 21 de novembro de 1916 — Piracicaba, 28 de outubro de 1983) foi um engenheiro agrônomo, empresário, político e dirigente esportivo piracicabano, de atuação nacional.
Destacou-se principalmente como presidente do XV de Piracicaba, à frente do qual esteve por 17 anos, em dois períodos diferentes. Colecionou polêmicas com a Federação Paulista de Futebol e buscou sempre defender os clubes do interior de São Paulo.

## Biografia

### Início de vida

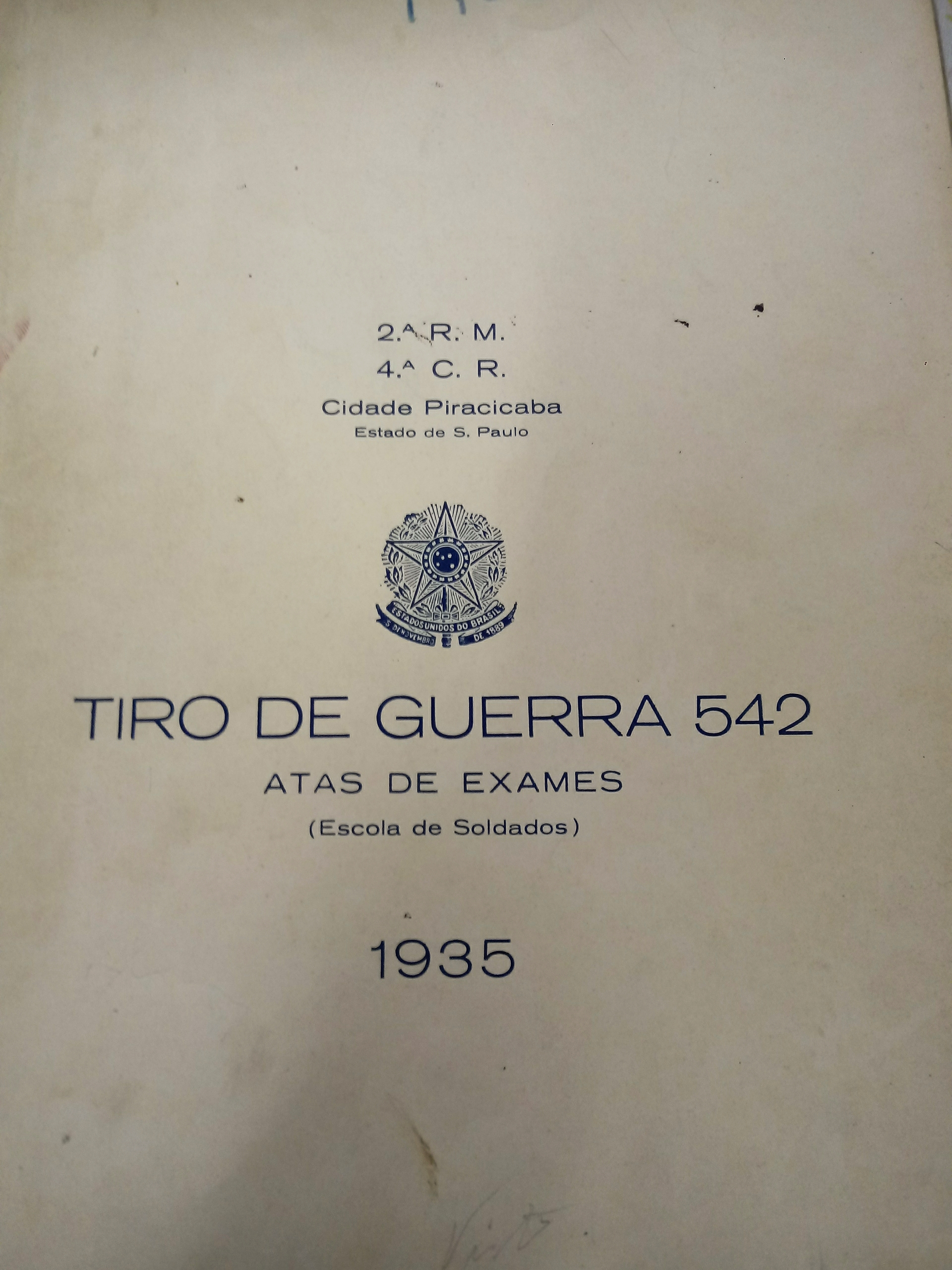

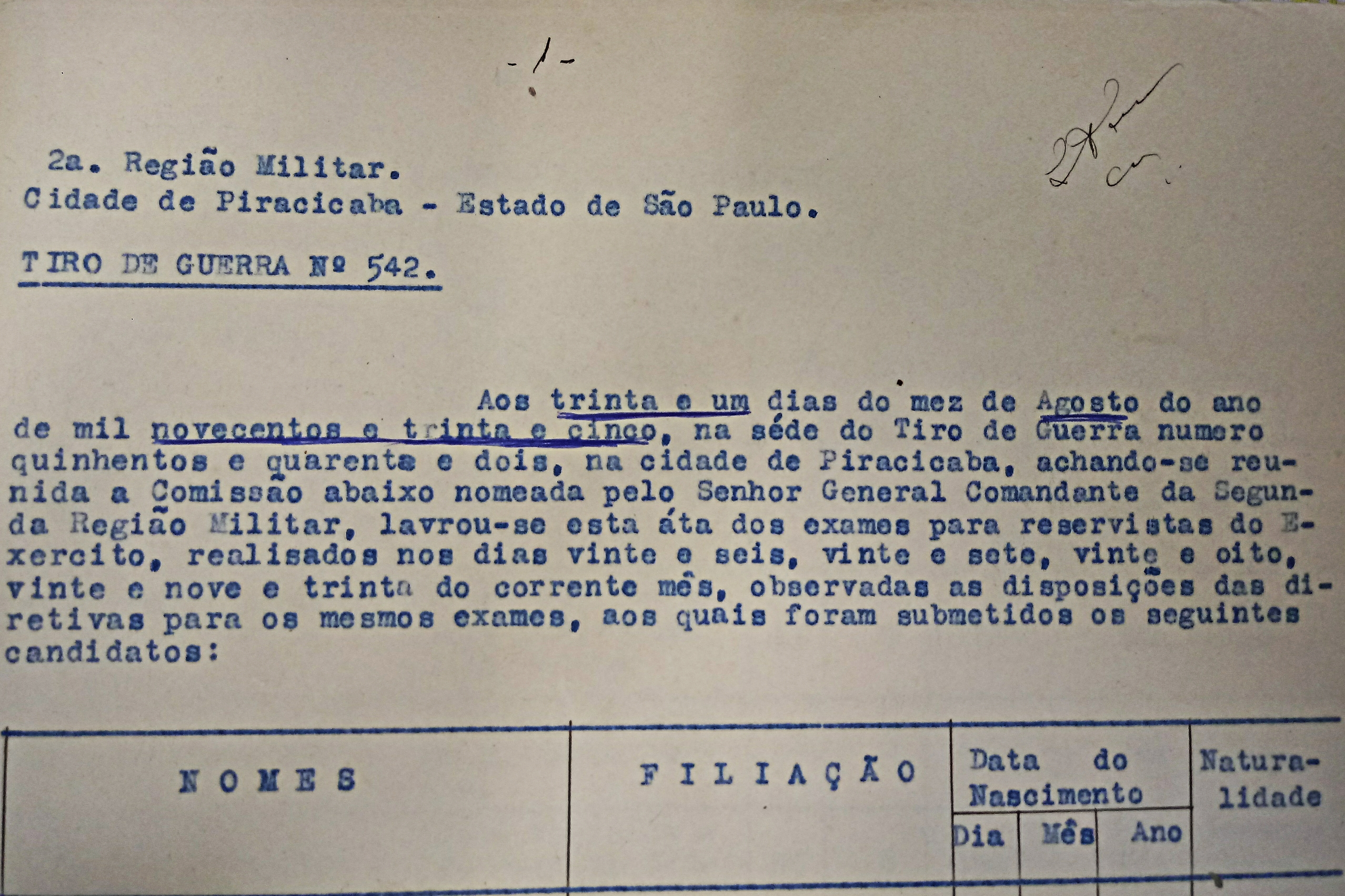

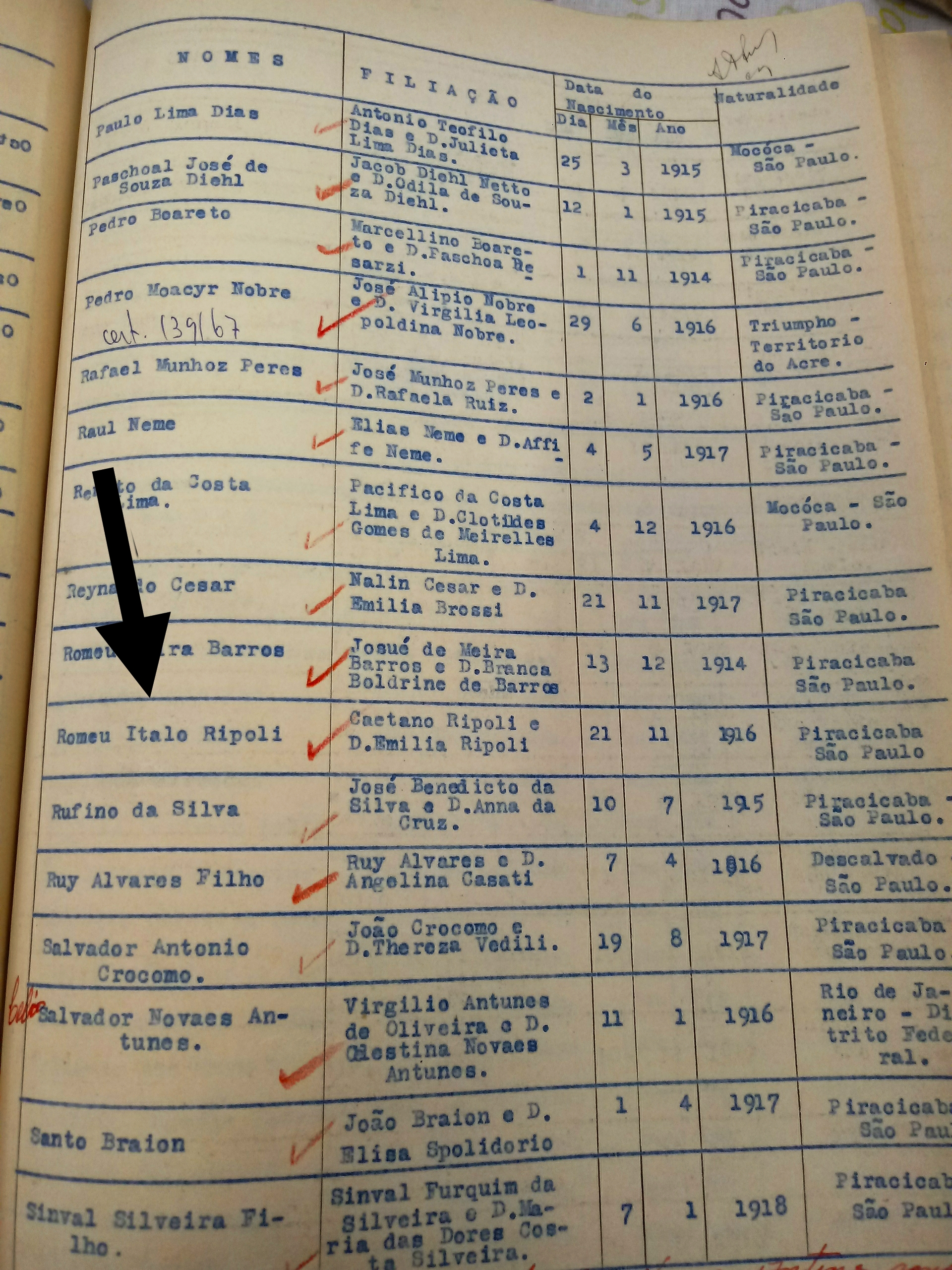
Assentamentos de Ripoli no Tiro de Guerra de Piracicaba.

Filho dos humildes imigrantes italianos Caetano Ripoli (Reggio di Calabria, 31 Dez 1866 - Piracicaba, 25 Jan 1940) e Emilia Viccini Ripoli (1875-1972), passou a infância e adolescência em sua cidade natal. Estudou no Ateneu Piracicabano, na Escola de Comércio Cristovão Colombo e no Colégio Universitário. Em 1935, serviu ao Exército Brasileiro no Tiro de Guerra de Piracicaba.
Graças a seu empenho, em 1939 foi criada a Federação Náutica Piracicabana, liderada pelo Clube de Regatas.
Após grande esforço, devido à carência de meios de sua família, graduou-se em 1940 pela Escola Superior de Agricultura Luiz de Queiroz (ESALQ-USP), também situada em Piracicaba. No seu período universitário teve forte atuação e trabalho pela construção da sede própria do Centro Acadêmico Luiz de Queiroz, o que só se concretizaria em 1963. Em 1943, publicou o livro "Quarenta Anos de Glórias", narrando a história da Associação Atlética Acadêmica Luiz de Queiroz, entre 1903 e 1943.
Após a formatura na ESALQ, foi funcionário da Secretaria da Agricultura do Estado e técnico da usina Tamoio, em Araraquara, de Pedro Morganti. Foi um dos responsáveis pela introdução do bicho da seda no oeste do estado de São Paulo, quando trabalhava no serviço estadual de agricultura. Rompeu com o Governador Adhemar de Barros e pediu demissão do serviço público por não ter concordado com o uso das suas ações profissionais para fins políticos e demagógicos.
Dirigiu a antiga Associação Atlética Luiz de Queiroz, tricampeã de futebol na cidade entre 1941 e 1943. Ainda nos anos 40, coordenou a construção das arquibancadas do estádio do XV de Novembro de Piracicaba, na rua Regente Feijó, e da sua sede social. Presidiu a Liga Piracicabana de Futebol.

### Empresário e político

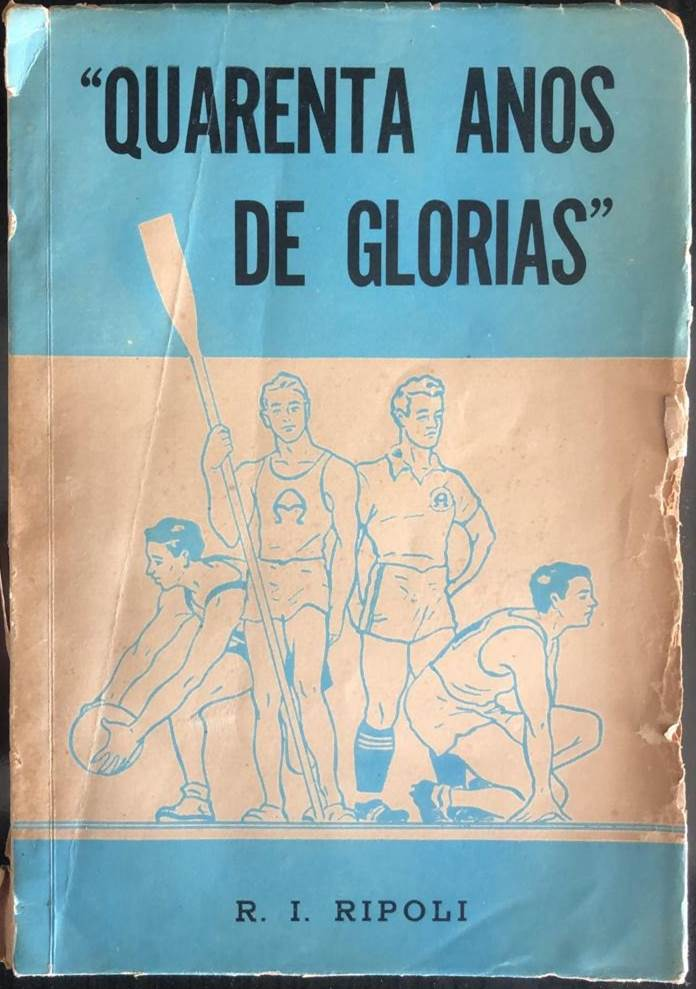

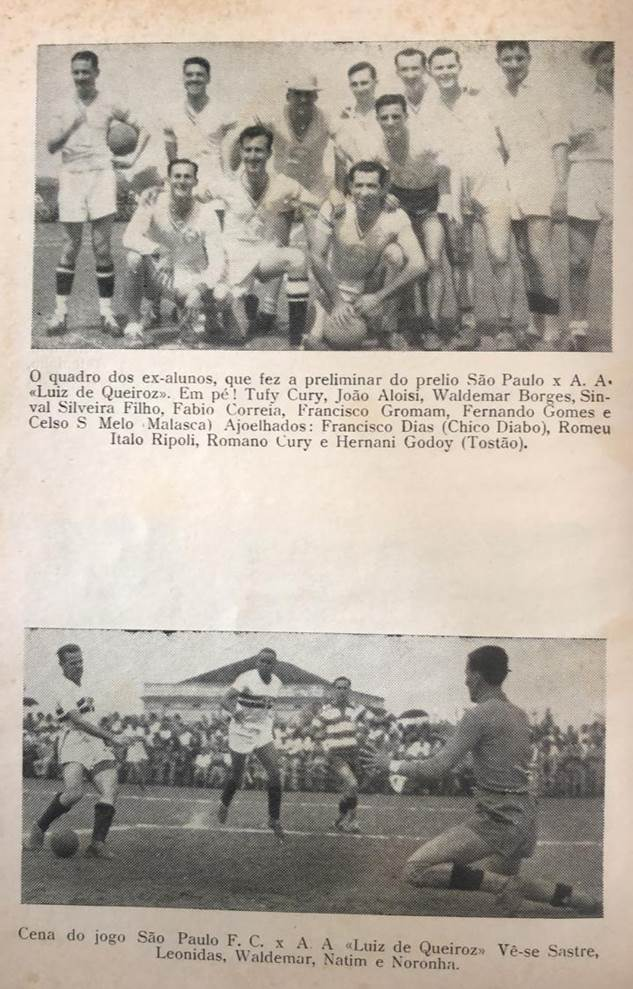
Livro "Quarenta Anos de Glórias", editado por Ripoli

Atraído pelo ramo imobiliário, construiu inúmeras casas populares, vendendo-as a prestações. Em 1950, lançou no mercado a Cidade Jardim, um dos primeiros bairros tipicamente residenciais de alto padrão do interior de São Paulo, dando uma nova expressão urbanística e arquitetônica a Piracicaba. Fez, ainda, o primeiro asfalto da cidade. Utilizou as terras da antiga fazenda de Pedro Rico, tendo como sócio empreendedor o Comendador Mário Dedini, seu padrinho.
Homem visionário, Ripoli sentiu o impacto que teria a chegada da televisão ao Brasil. Fundou uma pequena empresa de montagem de aparelhos de TV, a SOBRATEL - Sociedade Brasileira de Televisão, com intuito de competir com as importadas. No entanto, foi vencido pelo lobby das empresas de importação. Com recursos próprios instalou uma torre de TV na cidade, para retransmitir os programas da TV Tupi. Foi a primeira retransmissora de canal televisivo da América Latina, que captava os sinais da ex-Rede Tupi de São Paulo.
Em 1954, montou uma comissão para construir o ginásio coberto "Waldemar Blatkauskas", para que Piracicaba pudesse receber os Jogos Abertos do Interior, em 1955. Coordenou, ainda, a arrecadação de fundos para a construção da Maternidade Amália Dedini da Santa Casa de Misericórdia de Piracicaba.
Homem político influente e dinâmico, integrou a comissão municipal de preços durante quatro anos como membro e quatro anos como seu presidente. Foi vereador da Câmara de Vereadores de Piracicaba nos seguintes mandatos: 1948 a 1951, 1952 a 1955, 1956 a 1959, 1969 a 1972.
Durante essa última legislatura, foi presidente daquela casa de leis por pouco mais de 11 meses, uma vez que foi perseguido e forçado a renunciar, sob a acusação de sonegar o Imposto de Renda. Eram os tempos de regime militar e Ripoli teve sua casa invadida e seus documentos pessoais apreendidos. Deixou, então a Câmara, amargurado e deprimido.
Na verdade, Ripoli havia aberto uma sindicância na Câmara para apontar irregularidades do seu ex-presidente, Francisco Antonio Coelho, acusado pela imprensa de patrocinar funcionários fantasma. Como Coelho era ligado a militares do 5o. Grupo de Canhões Anti-Aéreos, de Campinas, fez valer tal condição para pressionar o então novo presidente. Por meses, foi intimado para interrogatórios de forte pressão psicológica, o que o levou a necessitar ser internado para tratamento em clínica especializada. Algum tempo mais tarde, recebeu carta do General Rubens Restell, isentando-o de todas as acusações que lhe haviam sido feitas.
Em 1976, extremamente popular, Ripoli foi candidato a prefeito pela ARENA. Porém, devido a erros políticos cometidos, como falar demais sobre suas polêmicas ideias, acabou perdendo a eleição e chegando em terceiro lugar. A Prefeitura de Piracicaba foi o grande sonho não atingido por ele.

### Dirigente esportivo
No entanto, a área em que Ripoli mais se destacou foi como presidente do XV de Piracicaba. Esteve à frente do clube durante 17 anos, em dois períodos: entre 1959 e 1966 e depois entre 1973 e 1983.
Em 1964, levou o XV em excursão pela Europa e pela Ásia. Naquela época, o Brasil já era bicampeão mundial e apenas o Santos e o Botafogo faziam esse tipo de viagem. O time jogou na Suécia, na Polônia, na Alemanha (Ocidental e Oriental, divisão da época), na Dinamarca e, no auge da Guerra Fria, nas então repúblicas soviéticas da Rússia, Moldávia, Ucrânia, Casaquistão e Usbequistão.
Em 1976, o XV foi vice-campeão do Campeonato Paulista de Futebol, maior título do time até a presente data e o primeiro clube do interior paulista a atingir tal classificação.
Em 1979, o XV foi o 13.º colocado do Campeonato Brasileiro de Futebol, a melhor colocação de sua história no torneio.
Dirigente carismático, Ripoli envolveu-se em diversas disputas com a Federação Paulista de Futebol (FPF), sempre buscando trazer benefícios para os clubes do interior de São Paulo. Conhecido por sua grande inteligência, por falar vários idiomas e pela caracterização que fazia do caipira interiorano, Ripoli era fumante inveterado. Sempre enrolando seu cigarro de palha, fazia tipo nos jornais e nos programas esportivos da TV, onde aparecia com frequência, criticando juízes e dirigentes da FPF. Foi o mentor intelectual e o agregador dos clubes do interior paulista que levaram a FPF a ter, pela primeira vez na história, um presidente do interior.
Vítima de câncer no pulmão, faleceu em 1983, pouco antes de seu 67º aniversário e do XV sagrar-se campeão da segunda divisão, voltando à elite do futebol paulista.
“Em suas mãos”, assevera-nos Losso Netto no Jornal de Piracicaba de 29 de outubro de 1983, “o veteranos clube viveu seus maiores momentos de glória. Lutador intimorato, não transigia com a injustiça. Na política esportiva, cheia de malicia e de desonestidade, Ripoli jamais deixou que esbulhassem os direitos do seu clube e nem dos pequeninos. Por isso mesmo era um verdadeiro líder no futebol paulista, ouvido, respeitado, condutor dos mais autênticos no desporto mais popular do Brasil”.
“Poucos, muito poucos, vibraram como ele por esta terra, dando seu trabalho em prol do seu engrandecimento e projeção. Uma das suas mais expressivas figuras humanas: Romeu Italo Ripoli”, disse ainda o jornalista Losso Neto.

## Família
Deixou 4 filhos: com Florisbella Cannavam Ripoli (28 Dez 1920 - 16 Fev 2018), Tomaz Caetano Cannavam Ripoli (16 Fev 1947 - 24 Fev 2013), que foi professor titular da Escola Superior de Agricultura Luiz de Queiroz-USP e Elisabeth Cannavam Ripoli (2 Abr 1952), pianista profissional e empresária musical; com Luíza Catharina Salla (1 Jan 1930), Antonio Roberto de Godoi (25 Mar 1957), engenheiro de comunicações, pesquisador e empresário; e com Maria Apparecida Diehl (16 Mai 1938), Edson Diehl Ripoli (9 Dez 1964), general do Exército Brasileiro.

## Homenagens
Piracicaba elegeu Ripoli como uma das personalidades do ano, em 1975/1976. Recebeu inúmeros diplomas e condecorações. Uma  avenida da cidade tem seu nome, no Parque Residencial Eldorado, paralela à avenida Eurico Gaspar Dutra e próxima da SP-308 (Rodovia do Açúcar, Comendador Mário Dedini).